# 學習障礙
學習障礙或學習困難（英語：Learning disability），又稱特殊學習需要，是指儘管智商沒有問題，也沒有發展遲緩，但是在聽力、會話能力、閱讀能力、書寫能力、計算能力、推理和推論能力這些特定領域上，學習或使用上卻出現明顯問題而引致學習困難。學習障礙的成因很複雜，科學家還不太了解。不同地區對學習障礙亦有不同的定義，而亦可歸因到醫學、心理學或教育學等不同的範疇上。
過去的教學理論一般都會為有學習障礙的學生設立特殊教育，但在講求融合教育的今天，這種思想顯得過時。因此，現時社會應付學習障礙的方法，會在學習或教導方法上做改善。
對於天生有嚴重學習障礙，並且智商低於兩個標準差(例：WISC得分低於70)的人，根據資料歸類為智力障礙，簡稱智障或弱智。這類人需要特別照顧，所以根據資料整理不會把他們歸入“學習障礙”一類。相反，對於WISC得分介乎80至100的人，由於他們仍然能夠與一般人作正常溝通，他們的在學習上遇到的問題都算是學習障礙。

## 不同地區對“學習障礙”的定義
由於不同地區對「學習障礙」都有不同的定義，所以對處理「學習障礙」都有不同的方法。以下為幾個地區的定義：

### 香港
根據教育署心理輔導服務組（2000年）的定義，他們認為，學習困難泛指一系列學習異常的表現，包括聆聽、閱讀、說話及寫作方面的困難。當中較常見的有：讀寫障礙、數學運算障礙及語言障礙。
根據香港特殊學習障礙協會（HKASLD）的資料，患有「特殊學習障礙」的學童有以下種類：
- 閱讀障礙（Developmental Dyslexia）
- 特殊語言障礙（Specific Language Impairment）
- 發展性協調障礙（Developmental Coordination Disorder）
- 特殊數學運算障礙（Specific Learning Disabilities in Mathematics）
- 視覺空間感知障礙（Visual Spatial Perceptual Disorder）

### 北美洲
在美國及加拿大，所謂「學習障礙」是指對於一個已知其智力水平的個體，其學習能力未達其智力水平應有的能力。因此，對於弱智的學生，若他們所表現的學習水平與他們的智力相若，並不會被歸類為「學習障礙」。學習能力一般以其學科表現作準則。

### 英國
在英國，「學習障礙」的定義比較寬鬆，一般在英國所指的「學習障礙」，在英國以外的地方普遍當作「發展障礙」來處理。

## 主要學習障礙的分類
- 身體弱能
- 聽覺弱能
- 視覺受損
- 情緒及行為問題
- 唐氏綜合症

一種因為第21對染色體多出一條而引致的病症，而其中一種後果是病者會有中度至嚴重弱智。此外，對於第13對染色體多出一條的人及Fragile X Syndrome的患者，亦會出現相同的症狀。
- 閱讀障礙（Dyslexia）
- 注意力不足過動症（Attention deficit hyperactivity disorder，簡稱ADHD）
- 老年痴呆症
- 腦部受損
- 因為中風而引起的失語症（Aphasia）
- 書寫障礙（Dysgraphia）- 書寫有困難。患者所寫的字體極難辨認，字體異常傾斜、寫字順序、方向錯誤，又或數字／文字反轉。有些患者的閱讀能力、口語表達沒有問題，只是書寫有困難，有時花很多時間、力氣也寫不完一段文字，即使純粹抄寫（「搬字過紙」）也出現問題。
- 色盲
- 失明
- 失聰及弱聽
- 運用障礙 (Dyspraxia)

## 延伸閱讀
1. 鄺浩然︰【用心聽 聾健共融】通識教材套（页面存档备份，存于），龍耳出版，2013年9月
2. 文家安，（2004年），“EPC5013C Effective Teaching for Pupils with Learning Difficulties”第一課講義，香港教育學院。
3. 教育署心理輔導服務組，（2000年），幫助有特殊學習困難的學童[永久]，香港教育統籌局
4. Lerner, Janet W. (2003年)“Learning Disabilities: Theories, Diagnosis, and Teaching Strategies”USA:Houghton Mifflin Company.

## 外部連結
臺灣
- 中華民國學習障礙協會（页面存档备份，存于）
- 臺北市學習障礙者家長協會（页面存档备份，存于）
- 臺中市學習障礙協會（页面存档备份，存于）
- 高雄市學習障礙教育協進會（页面存档备份，存于）

香港
- 香港青年協會- 職橋Project Bridge-學障就業支援計劃（页面存档备份，存于）
- 香港特殊學習障礙協會Hong Kong Association for Specific Learning Disabilities(HKASLD)
- 特教平權 SEN Rights（页面存档备份，存于）